# (1957) Angara
(1957) Angara (1970 GF) – planetoida z pasa głównego asteroid okrążająca Słońce w ciągu 5,22 lat w średniej odległości 3,01 j.a. Odkryta 1 kwietnia 1970 roku.